# ピヤシリ山
ピヤシリ山（ピヤシリやま）は、北海道北東部、名寄市・下川町、および雄武町の境にある標高986.8mの山。北見山地に属する。飛鏃岳（ぴやしりだけ）などとも表記される。

## 概要
山容はなだらかで、南西からは整備された林道と登山道が伸びており登頂は容易。1kmほど東にもう一つある峰には特に名がつけられていないが、991mとこちらの方が高い。山頂近くに位置するピヤシリ湿原、4kmほど北の松山湿原は日本最北の高層湿原であり、稀少な植物の群落を見ることができる。
ピヤシリ山の西麓にある674mの九度山は、南斜面が名寄ピヤシリスキー場となっている。北海道有数の厳寒地帯にあり雪質の良いことで知られ、多くのスキー客が訪れる。ピヤシリシャンツェはヒルサイズ100mのスキージャンプ台で、毎年12月には日本国内大会の開幕戦である名寄ピヤシリジャンプ大会と吉田杯ジャンプ大会が開催されている。

### 山名の由来
アイヌ語研究者の山田秀三は語義不明としているが、アイヌ語の「ピィエシㇼ（piye-sir）」（石・山）からではないか、と考察している。